# Titularbistum Tamalluma
Tamalluma war eine antike Stadt.
Tamalluma ist heute ein Titularbistum, zurückgehend auf ein ehemaliges Bistum der römisch-katholischen Kirche in der gleichnamigen antiken Stadt Tamalluma in der römischen Provinz Byzacena bzw. Africa proconsularis in der Sahelregion von Tunesien.
| Titularbischöfe von Tamalluma |                                                     |                                                                             |                  |                 |
| Nr.                           | Name                                                | Amt                                                                         | von              | bis             |
| 1                             | George Joseph Biskup Titularerzbischof pro hac vice | Koadjutorerzbischof von Indianapolis (USA)                                  | 20. Juli 1967    | 3. Januar 1970  |
| 2                             | Francis Walmsley                                    | Bischof des Militärordinariates von Großbritannien (Vereinigtes Königreich) | 8. Januar 1979   | 7. März 1998    |
| 3                             | António José Cavaco Carrilho                        | Weihbischof in Porto (Portugal)                                             | 22. Februar 1999 | 8. März 2007    |
| 4                             | Anton Bal                                           | Weihbischof in Kundiawa (Papua-Neuguinea)                                   | 5. Juni 2007     | 12. Januar 2009 |
| 5                             | Samuel Irenios Kattukallil                          | Weihbischof in Trivandrum (Indien)                                          | 25. Januar 2010  | 10. April 2018  |
| 6                             | Method Kilaini                                      | Weihbischof in Bukoka (Tansania)                                            | 31. Oktober 2018 |                 |